# سیارک ۴۸۴۳۵
سیارک ۴۸۴۳۵ (به انگلیسی: 48435 Jaspers، نامگذاری:1989UR7) چهل و هشت هزار و چهارصد و سی و پنجمین سیارک کشف شده‌است که در ۲۳ اکتبر ۱۹۸۹ کشف شد.